# 에듀케이셔널 테스팅 서비스
에듀케이셔널 테스팅 서비스(영어: Educational Testing Service, ETS)는 미국 뉴저지 프린스턴에 본사를 둔 시험 개발 연구 기관으로 한국에 잘 알려진, TOEIC, TOEFL, GRE 등의 시험을 개발 및 시행하고 있다.
ETS Global-Korea 이티에스 한국지사에서도 2016년 한국장학재단과 협력하여 장학 프로그램을 운영 하고 있으며 2014년에도 사회배려계층 영어캠프를 후원하였다.

## 같이 보기
- 국제 테스트 연구원